# Chiguayante
Chiguayante è un comune del Cile della provincia di Concepción nella Regione del Bío Bío. Al censimento del 2002 possedeva una popolazione di 81.303 abitanti.

## Società

### Evoluzione demografica
| Censimento del 1992 | Censimento del 2002 |
| 56.371 ab.          | 81.303 ab.          |